# 劉拠
劉 拠（りゅう きょ、紀元前128年 - 紀元前91年）は、前漢の武帝の長男で太子。母は武帝の皇后の衛子夫。子は悼皇考（史皇孫）劉進。孫は宣帝。戻太子（戾太子、れいたいし）と呼称されることも多い。母にちなんで衛太子とも呼ばれている。諱の正字は「據」。

## 生涯
武帝の長男として生まれ、元狩元年（紀元前122年）に太子に立てられた。母が父の寵愛を失った後も太子としての地位を保っていた。『春秋公羊伝』・『春秋穀梁伝』を学んだ。
武帝は晩年に江充という者を信任し、監察官の役目を命じていたが、江充は権勢家や皇族であっても弾劾し、太子のことも弾劾した。このことから、劉拠と江充は対立するようになった。
江充は、巫蠱の獄の取り調べに当たり、皇后や太子の宮殿からも証拠を発見した（『漢書』江充伝顔師古注引『三輔旧事』によると、江充の狂言だという）。このことを知った劉拠は、このままでは誅殺されるしかないと考え、長安で挙兵し、江充を逮捕した。
この時、劉拠は江充に向かって、「趙の下郎よ、お前の故郷の国王親子（趙敬粛王劉彭祖と太子劉丹）の関係を乱すのみでは足りず、我ら親子まで乱そうとするのか」と罵って、目の前で江充を斬殺した。また、取り調べに従事した韓説も殺害した。
しかしこのことが、当時長安を離れて甘泉宮に出かけていた父の武帝に伝わると、太子が謀反を起こしたとして、劉拠の従兄弟にあたる丞相の劉屈氂に討伐を命じた。劉拠は丞相と交戦し、長安を戦火に巻き込んだものの衆寡敵せず、長安から東方にある湖県の泉鳩里のある靴屋の下に逃れて潜伏した。しかし、途中で新安県の属吏の李寿・張富昌らの追っ手に取り囲まれて自殺した。劉拠の挙兵と失敗により、嗣子の劉進（史皇孫）を初めとした彼の妻子は謀反人の家族として、当時乳飲み子だった劉病己（劉進の子、後の宣帝）を除いて処刑された。また、生母の衛子夫も皇后の地位を剥奪され、自殺させられ、劉拠を逃がした田叔の末子の田仁が任安とともに腰斬に処され、その一族も処刑された。
だが、事件の背景が明らかとなり、江充の悪事の数々が暴露されると、武帝はこれを悔やんで劉拠たちの名誉は回復され、逆に江充の一族が皆殺しにされた。また、巫蠱取り調べに同行した宦官の蘇文も渭水の橋の上に束縛されて、火あぶりに処された。この一連の事件を、巫蠱の獄という。武帝はわが子が冤罪で死んだことを悼んで涙を流したという。太子が没した湖県に思子宮（意味は子を思う宮殿）を建設した。
巫蠱の獄を生き延びた孫の劉病己は、民間の家庭にて育てられ成人した。武帝の死後はその末子であった劉弗陵が即位（昭帝）するが、昭帝も没するとその甥の劉賀が跡を継ぐも間もなく当時朝権を握っていた霍光によって廃され、劉病己の存在を知った霍光によって彼は皇帝に擁立された（漢の宣帝）。宣帝の即位後、劉拠には「戾」という諡が贈られ、戾太子と呼ばれるようになった。

## 偽太子事件
一方、太子生存という巷の噂も根強く残っていたようである。始元5年（紀元前82年）に、黄色い牛車に乗った男が長安の未央宮に突然、姿を現した。その男は「自分こそ、かつての太子劉拠である」と名乗り出た。城内では多くの人々に囲まれていた。太子と名乗った男を見て、丞相の田千秋・御史大夫の桑弘羊以下もあまりにもその男が亡き太子に似ているために、何も言い出せなかったという。そこに京兆尹の雋不疑がやって来ると、雋不疑はこの男を見て「太子はかつて先帝に刃を向けて罪を受けた身である。それが今頃になってやって来たところで罪人には変わりない」と述べて、その男を逮捕投獄した。その取り調べの結果、その男は夏陽県出身の姓は成、名は方遂なる者（『漢書』雋不疑伝には「姓は張、名は延年であった」という異説も載せられている）で、亡き太子の家臣の知人で、自分が太子に似ているということで富貴を得たくなり、一芝居を打ってみたということであった。その男は処刑された。